# هده (سوئد)
هده (به سوئدی: Hede) یک منطقهٔ مسکونی در سوئد است که در بخش هریدالن واقع شده‌است. هده ۱٫۶۳ کیلومتر مربع مساحت و ۷۴۱ نفر جمعیت دارد.

## نگارخانه

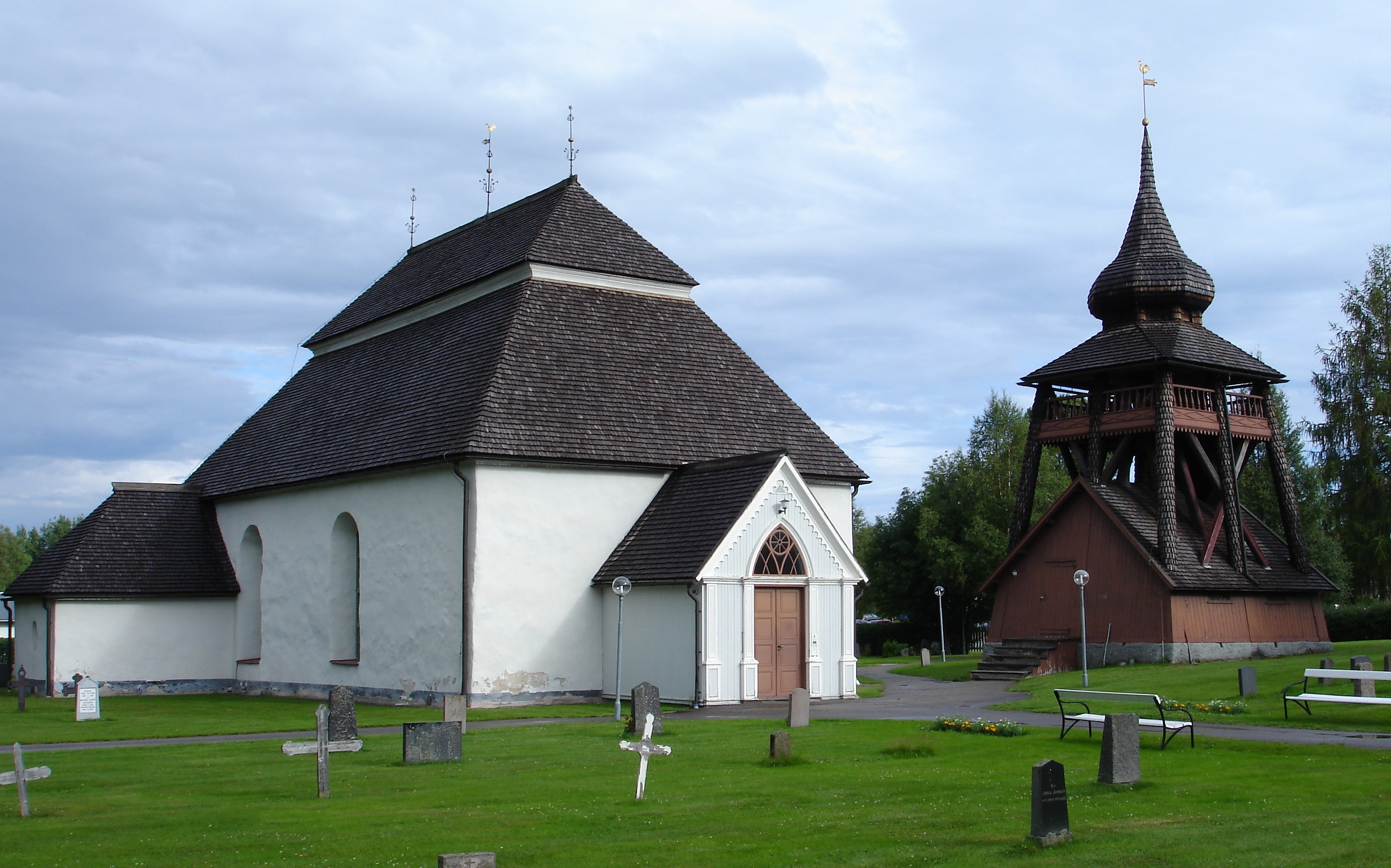
کلیسای هده